# Третьяков, Анатолий Ильич
Анатолий Ильич Третьяков (25 декабря 1926, дер. Чайковичи, Брянский уезд, Брянская губерния, РСФСР — 28 июня 2016, Брянск, Российская Федерация) — советский передовик производства, бригадир дизельной бригады Брянского машиностроительного завода, заслуженный машиностроитель РСФСР, лауреат Государственной премии СССР.

## Биография
С 1943 по 1994 год работал на Брянском машиностроительном заводе: слесарь в котельном цехе, слесарь-сборщик дизельно-испытательного цеха, бригадир. Его бригада была одна из лучших в отрасли.

## Награды и звания
Заслуженный машиностроитель РСФСР (1978), лауреат Государственной премии СССР 1979 года.
Награждён орденом Ленина, медалями «За доблестный труд в Великой Отечественной войне 1941—1945 годов», «За трудовое отличие».
Почётный гражданин города Брянска (1985).